# Cleisocentron
Cleisocentron – rodzaj roślin z rodziny storczykowatych (Orchidaceae). Obejmuje 8 gatunków. Epifity rosnące w południowo-wschodniej Azji w górskich lasach na wysokościach 330–3000 m n.p.m. w takich krajach i regionach jak: Borneo, południowo-centralne Chiny, Indie, wschodnie Himalaje, Mjanma, Wietnam.

## Morfologia
PokrójRośliny zielne o wiszących lub wzniesionych pędach do 1 m długości.
LiścieLiście podłużne, językowate, na końcach asymetrycznie wcięte lub zaostrzone.
KwiatyZebrane w groniaste kwiatostany. Kwiaty odwrócone, różowobiałe, w różnych odcieniach niebieskiego, głębokiej magenty lub ciemnofioletowe. Listki okwiatu rozpostarte. Urnowata warżka mocno przylega do prętosłupa, jest trójklapowa, z walcowatą, lekko wygiętą ostrogą. Prętosłup wyprostowany, walcowaty. Cztery pyłkowiny z długą, równowąską  uczepką i tarczką o kształcie zbliżonym do kwadratu. Znamię owalne, pionowe.

## Systematyka
Rodzaj sklasyfikowany do podplemienia Aeridinae w plemieniu Vandeae, podrodzina epidendronowe (Epidendroideae), rodzina storczykowate (Orchidaceae), rząd szparagowce (Asparagales) w obrębie roślin jednoliściennych.
Wykaz gatunków
- Cleisocentron abasii Cavestro
- Cleisocentron gokusingii J.J.Wood & A.L.Lamb
- Cleisocentron kinabaluense Metusala & J.J.Wood
- Cleisocentron klossii (Ridl.) Garay
- Cleisocentron malipoense (Z.J.Liu & L.J.Chen)
- Cleisocentron merrillianum (Ames) Christenson
- Cleisocentron neglectum M.J.Mathew & J.Mathew
- Cleisocentron pallens (Cathcart ex Lindl.) N. Pearce & P.J. Cribb